# Sony Xperia PRO-I
Sony Xperia PRO-I — смартфон на базі Android, вироблений Sony Mobile. Розроблений як новий професійний флагман серії Xperia від Sony, телефон було анонсовано 26 жовтня 2021 року.

## Технічні характеристики

### Апаратне забезпечення
Xperia PRO-I має SoC Qualcomm Snapdragon 888 і графічний процесор Adreno 660, 12 ГБ оперативної пам’яті та 512 ГБ внутрішньої пам’яті UFS (яку можна розширити до 1 ТБ за допомогою слота для карт microSD), а також подвійний гібридний слот для нано-SIM-карт. Телефон оснащений CinemaWide 4K HDR BT.2020 10-бітовим OLED-дисплеєм 120 Гц в смартфоні із надшироким співвідношенням сторін 21:9. Він має акумулятор ємністю 4500 мА·год і підтримує швидку зарядку 30 Вт через USB-C, але не підтримує бездротову зарядку. Телефон має передні подвійні стереодинаміки та аудіороз'єм 3,5 мм.

#### Камера
Xperia PRO-I має три задні 12-мегапіксельні сенсори, 3D-датчик iToF і фронтальний датчик на 8 Мп. Задні камери включають широкий об’єктив (24 мм), надширокий об’єктив (16 мм f/2,2) і телеоб'єктив (50 мм f/2,4); всі вони мають антивідблискове покриття ZEISS T✻ (T-Star). У ширококутного об’єктива використовується модифікована версія 20-мегапіксельного сенсора типу 1.0, який є в RX100 VII, проте лише 60% сенсора використовується для відтворення 12-мегапіксельних фотографій. Об’єктив має подвійну механічну діафрагму (f/2.0 і f/4.0), що дозволяє користувачам керувати глибиною різкості. Камери здатні записувати 4K-відео зі швидкістю до 120 FPS і відео 1080p зі швидкістю до 240 FPS. Телефон також має 12-бітний вихід RAW. 

### Програмне забезпечення
Xperia PRO-I працює на Android 11. Він також оснащений режимом «Photo Pro», розробленим відділом камер α (Alpha), і режимом «Cinema Pro», розробленим кінематографічним підрозділом Sony CineAlta, а також новим режимом «Video Pro».